# Aphis pseudocomosa
Aphis pseudocomosa är en insektsart som beskrevs av Stroyan 1972. Aphis pseudocomosa ingår i släktet Aphis och familjen långrörsbladlöss. Arten är reproducerande i Sverige. Inga underarter finns listade i Catalogue of Life.